# Supinfo
Die Supinfo ist eine französische Ingenieurschule in Paris und in 4 anderen Städten der Welt, auf dem Campus der IONIS Education Group.
Die Schule ist seit dem 10. Januar 1972 vom französischen Staat anerkannt.
Über einen Zeitraum von fünf Jahren bildet SUPINFO IKT-Fachkräfte aus, die nach Abschluss ihrer Kurse in IT-Unternehmen arbeiten können. Sie erhalten dann ein Diplom, das vom französischen Staat als nationales Berufszeugnis der Stufe I registriert wird.

## Training course
Der Lehrplan ist ein allgemeiner Informatiklehrplan. Alle 5 Schulen bieten den gleichen Abschluss an, sodass die Schüler auf Wunsch von einem geografischen Standort zum anderen wechseln können. Es ist auch möglich, innerhalb des Schuljahres Klassen auf einem anderen Campus zu besuchen.
Das Studienprogramm orientiert sich an europäischen Ingenieurschulen mit integriertem Bachelor- und Masterstudium: drei Jahre integrierter Bachelor-Zyklus, dann zwei Jahre Abschlussstudium, gefolgt von Praktikumsprogrammen in Unternehmen. Studenten können sich jedoch auch während des gesamten Studienjahres für ein bezahltes Halbzeitpraktikum bewerben.

## Bemerkenswerte Absolventen
Die folgenden Absolventen sind SUPINFO:
- Marc Simoncini (1984), Gründer von iFrance and Meetic[4].
- Christophe Job (1988), Vizepräsident für Entwicklungsanwendungen bei der Oracle Corporation.
- Richard Ramos (1988), Direktor für Bildung und Forschung bei Apple. in Frankreich.
- Tristan Nitot (1989), Gründer von Mozilla Europe.
- Frédéric Simottel (1992), Chefredakteur bei 01 Informatique.
- Jean-Baptiste Sigel (2008), CTO von Restopolitan